# Arctodiaptomus nepalensis
Arctodiaptomus nepalensis is een eenoogkreeftjessoort uit de familie van de Diaptomidae. De wetenschappelijke naam van de soort is voor het eerst geldig gepubliceerd in 1966 door Uéno.